# Кардиффский метропольный собор
Кардиффский метропольный собор Святого Давида (англ. The Metropolitan Cathedral Church of St David) — католический собор архиепархии Кардиффа. Находится на Чарльз-стрит в городе Кардифф в Уэльсе. Это один из трёх католических соборов в Великобритании, при которых есть хоровая школа.
В Кардиффе есть англиканский Лландаффский собор.

## История
В 1842 году первая церковь была построена за 2124 фунта стерлингов — пожертвования прихожан и леди Кэтрин Эйр из Бата. Церковь находилась на Дэвид-стрит в Кардиффе и по просьбе леди Эйр была посвящена покровителю Уэльса, святому Давиду.

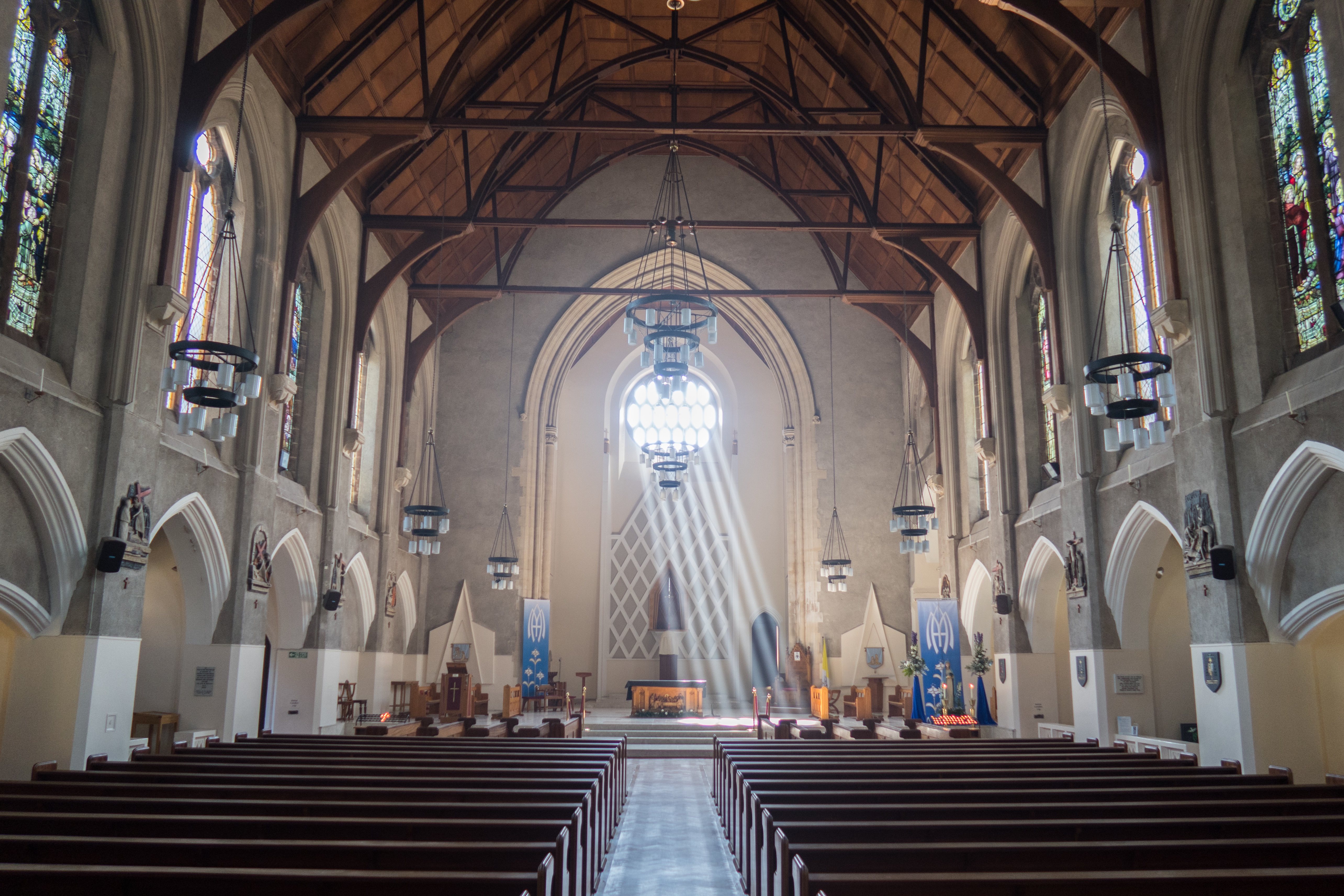
Неф

Нынешнее здание было спроектировано фирмой Pugin & Pugin и построено в 1884—1887 годах. Это главная католическая церковь Кардиффа, а в 1916 году она стала резиденцией католического архиепископа Кардиффа. В 1920 году церковь была объявлена собором новой архиепархии Кардиффа.
В марте 1941 года собор был частично разрушен во время одного из авианалётов, когда зажигательные бомбы пробили крышу. В 1950-е годов он был восстановлен, перестроен и вновь открыт в марте 1959 года.
В 1959 году при соборе был основан хор мальчиков; в последние годы хор расширился и теперь включает 65 мальчиков и девочек, студентов-хоровиков и профессиональных мирян. Хористы и хористки получают образование в Хоровой школе в колледже Святого Иоанна в Кардиффе, основанной доктором Дэвидом Невиллом в 1987 году как хоровая школа при Метропольном соборе.